# Чабукіані
Чабукіані (груз. ჭაბუკიანი) — село в Грузії.
За даними перепису населення 2014 року в селі проживає 541 особа.